# Paul Thygesen
Paul Thygesen (4. februar 1914 i København – 26. juli 1999 på Gentofte Amtssygehus) var en dansk læge, professor, dr.med. og frihedskæmper.

## Modstandsmand
Han var søn af smed Aage Thygesen fra Samsø og Ellen Jørgensen fra København og blev student 1933.
Thygesen blev uddannet cand.med. i 1942 og fik erfaring på hospitaler i København og Odense. Tidligt blev han tiltrukket af modstandskampen som medlem af Frit Danmarks hovedledelse, hvor han fungerede som bindeled mellem den og Frit Danmarks forskellige lokalgrupper. Han blev ved en tilfældighed taget af tyskerne den 2. august 1944 og udsat for tortur på Dagmarhus. Resten af hans modstandsgruppe var allerede blevet fanget, hvilket en henkastet taske i hjørnet af rummet overbeviste Thygesen om. Han behøvede dermed ikke at tie om sin modstandsgruppe, der allerede var fanget.
Med stop i Vestre Fængsel og Frøslevlejren blev han sendt til koncentrationslejren Neuengamme og endte på udekommando i Svesinglejren. I lejren gjorde han som læge en stor indsats for sine medfanger, og Landsforeningen af KZ-fanger fra Neuengamme lod i 1954 opsætte en æresstatue for Thygesen.

## Lægelig karriere
I 1953 blev han dr.med. på en doktordisputats om dissimeneret sclerose. Thygesen huskes dog især for sin banebrydende forskning i det såkaldte koncentrationslejrsyndrom, som han som den første formulerede. Disputatsen var baseret på talrige undersøgelser af de belastende eftervirkninger, som tidligere lejrfanger led under. 
Hans forskning blev senere udvidet til at omfatte de såkaldte krigssejlere.
Fra 1957 til 1980 var Paul Thygesen overlæge ved Gentofte Amtssygehus. Fra 1971-80 var han tillige professor i neuromedicin ved Københavns Universitet. Indtil 1991 var han lægekonsulent for Frihedsfonden og fortsatte efter krigen også som medlem af Frit Danmarks hovedbestyrelse.
1967 modtog Thygesen Klein-prisen. I 1986 modtog han Dansk Medicinsk Selskabs August Krogh-pris. Året efter fik han den 5. maj Ebbe Muncks Hæderspris for sin videnskabelige pionérindsats.
Paul Thygesen var uhyre beskeden og afslog eksempelvis at lade sig optage i Kraks Blå Bog.
Han blev indlagt med hjernesvulst og døde i 1999 på neuromedicinsk afdeling på sin tidligere arbejdsplads Amtssygehuset i Gentofte.

## Forfatterskab
- (s.m. Munthe Hertel Wulff), Famine Disease in German Concentration Camps: Complications and Sequels with Special Reference to Tuberculosis, Mental Disorders and Social Consequences, Odense: Andelsbogtrykkeriet 1952.
- La deportation dans les camps de concentration Allemands et des sequelles, Paris 1954.
- KZ-syndromet, 1968.
- Læge i tyske koncentrationslejre, København: Stig Vendelkærs Forlag 1964. (selvbiografi)